# Heure (direction)
Pour les articles homonymes, voir Heure.

Si la direction suivie est le nord (12H sur le cadran d'une montre),
Est = 3H,
Sud = 6H,
Ouest=9H

Une pratique qui trouve son origine dans l'aéronautique, passée dans le jargon militaire puis dans le langage courant, consiste à désigner une direction en heures.

## Fonctionnement
Cette méthode de repérage fonctionne par analogie avec le cadran des horloges. Celui qui reçoit une telle indication doit donc interpréter l'heure comme étant celle pour laquelle la petite aiguille se trouve dans la direction ciblée. Mathématiquement parlant, l'angle (orienté dans le sens des aiguilles d'une montre, le sens anti-trigonométrique) entre la direction à laquelle fait face celui qui reçoit l'indication et la direction de l'objet indiqué vaut 30 fois l'heure indiquée, en degrés.
En pratique, « ennemi droit devant » se dit « ennemi à midi ».
Contrairement aux directions données par les points cardinaux, cette indication est donc relative à la position de celui qui la reçoit.
Comme la phrase stéréotypée « cible à 5 heures » indique non seulement la valeur de l'angle, mais les objets repérés par l'angle décrit, l'heure n'est pas une unité de mesure d'angle à proprement parler.
De plus, cette unité n'admet que 12 valeurs. Comme il s'agit d'une commodité orale, il serait ridicule de dire « cible à sept heures et demie » pour « 165° de ta direction ». Pour des indications plus précises, on repasse en degrés. Dans le film Shaun of the Dead, un des personnages désigne un ennemi à « midi moins le quart », puis à « 11 h 45 ». Cette indication ne fait qu'embrouiller le tireur. C'est parce que le film est une parodie qu'on y trouve une telle absurdité.